# Krzysztof Kosedowski

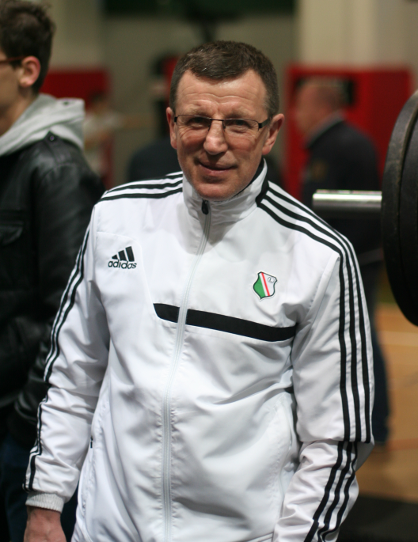
Krzysztof Kosedowski (2015)

Krzysztof Kazimierz Kosedowski (* 12. Dezember 1960 in Tczew) ist ein ehemaliger polnischer Boxer.
Kosedowski war polnischer Meister der Jahre 1980, 1981 und 1985 im Federgewicht (-57 kg) und 1960 im Leichtgewicht (-60 kg). 1980 startete er bei den Olympischen Spielen in Moskau, bei denen er nach Siegen über Gu Yong Jo, Nordkorea (5:0), Dejan Marovic, Jugoslawien (4:1), und Sydney Dal Rovere, Brasilien (5:0), und einer verletzungsbedingten Halbfinalniederlage gegen den Kubaner Adolfo Horta (w.o.), die Bronzemedaille errang. Im Jahr darauf erreichte er das Finale der Europameisterschaften gegen Richard Nowakowski, DDR, dem er mit 4:1 Richterstimmen unterlag. Außerdem gewann Kosedowski 1985 die Bronzemedaille der Militärmeisterschaften des Ostblocks.
Der Bronzemedaillengewinner der Olympischen Spiele 1976 Leszek Kosedowski ist Krzysztof Kosedowskis Bruder.